# Aum
Aum je stará jednotka objemu používaná v Jihoafrické republice. Její velikost činila přibližně 140,9 l.